# Спивак, Эли Гершевич
Эли (также Эля) Гершевич Спивак (Илья Григорьевич; 22 октября 1890, Васильков, Киевская губерния — апрель 1950, Москва) — советский лингвист и литературовед, доктор филологических наук, профессор (1927), член-корреспондент АН УССР (1939). Ведущий специалист в области языка идиш, первый в СССР доктор наук с этой специализацией. Автор учебников и хрестоматий, тематических словарей.

## Биография
Эли (Эля) Гершевич Спивак родился 22 октября 1890 года в городе Васильков Киевской губернии. С 1907 по 1917 год был в партии «Поалей-Цион». В 1919 году окончил Глуховский учительский институт. В то время преподавал язык идиш в школах «Культур-Лиги» в городе Васильков и в Глухове. В 1920-х годах переехал в Киев, где работал в Еврейском педагогическом техникуме. В конце 1920-х переехал в Одессу где тоже преподавал.
В начале 1930-х в Одессе возглавлял кафедру языка идиш в Еврейском секторе Института народного просвещения. Впоследствии он переехал из Одессы в Киев на такую же должность. В то же время его приняли старшим научным сотрудником филологической секции ИЕПК. В конце 1936 года когда в АН УССР появился Кабинет изучения еврейской советской литературы, языка и фольклора (Кабинет еврейской культуры) то возглавить его поручили Э. Спиваку. Он так же продолжил работать редактором и филологом журнала «Афн шпрах-фронт».
В 1941 году эвакуировался в Уфу и после создания в 1942 году Еврейского антифашистского комитета стал его членом. В мае 1942 года поехал в Москву на пленум Еврейского комитета где встречался с Михоэлсом, Фефером и Эпштейном. Вернувшись в Уфу, он вместе с Каганом и Гофштейном организовывал работу по идентификации еврейства среди эвакуированных в Уфу из западных областей Советского Союза евреев. Сделал большую работу по восстановлению в Уфе работы Кабинета еврейской культуры.
В начале 1940-х Спивак защитил в МГУ докторскую диссертацию. Оппонентами были М. В. Сергиевский, А. Б. Шапиро и И. М. Нусинов.
13 января 1949 года был арестован в Киеве и послан на Лубянку. Статья обвинения — сотрудничество с Еврейским антифашистским комитетом. Следствие вели Рюмин и Меркулов, которые использовали угрозы, шантаж и пытки. Ученого кормили соленой рыбой и не давали воду, били в лицо, пах, били ногами. После одного из допросов Спивак скончался от кровоизлияния в головной мозг.

## Основные работы
- «Идише шпрах» («Язык идиш», в 2 ч., 1925)
- «Методик фун шпрах ун литератур ин шул» («Методика языка и литературы в школе», 1928)
- Был членом редколлегии журнала «Ратбилдунг» (в 1929—1931 годы);
- «Шпрах-культур. Теорие ун практик» («Культура языка. Теория и практика», 1931);
- «Математише терминологие» («Математическая терминология», 1935);
- «Географише терминологие» («Географическая терминология». Киев-Харьков, 1936);
- Монография «Новое словотворчество» (на идише; 1938);
- «Нае ворт-шафунг» («Новое языковое творчество», 1939);
- «Шолом-Алейхемс шпрах ун стиль: Этюдн» («Язык и стиль Шолом-Алейхема: Этюды», 1940);
- «Русиш-идишер рехтлех- административер вертербух» («Русско-еврейский административно-правовой словарь», 1941);
- «Ди шпрах ин ди тэг фун фортлэндишер милхоме» («Язык в дни Отечеств. войны», 1946);
- «Русско-еврейский административно-правовой словарь» (ответственный редактор Э. Г. Спивак).